# Ліхосельце
Ліхосельце (пол. Lichosielce) — село в Польщі, у гміні Ліпськ Августівського повіту Підляського воєводства.
Населення — 35 осіб (2011).
У 1975-1998 роках село належало до Сувальського воєводства.

## Демографія
Демографічна структура станом на 31 березня 2011 року:
|          | Загалом | Допрацездатний вік | Працездатний вік | Постпрацездатний вік |
| -------- | ------- | ------------------ | ---------------- | -------------------- |
| Чоловіки | 20      | 3                  | 12               | 5                    |
| Жінки    | 15      | 0                  | 6                | 9                    |
| Разом    | 35      | 3                  | 18               | 14                   |